# Vote intercommunautaire en Irlande du Nord
 (août 2023).
La mise en forme du texte ne suit pas les recommandations de Wikipédia : il faut le « wikifier ».
Les points d'amélioration suivants sont les cas les plus fréquents. Le détail des points à revoir est peut-être précisé sur la page de discussion.
- Les titres sont pré-formatés par le logiciel. Ils ne sont ni en capitales, ni en gras.
- Le texte ne doit pas être écrit en capitales (les noms de famille non plus), ni en gras, ni en italique, ni en « petit »…
- Le gras n'est utilisé que pour surligner le titre de l'article dans l'introduction, une seule fois.
- L'italique est rarement utilisé : mots en langue étrangère, titres d'œuvres, noms de bateaux, etc.
- Les citations ne sont pas en italique mais en corps de texte normal. Elles sont entourées par des guillemets français : « et ».
- Les listes à puces sont à éviter, des paragraphes rédigés étant largement préférés. Les tableaux sont à réserver à la présentation de données structurées (résultats, etc.).
- Les appels de note de bas de page (petits chiffres en exposant, introduits par l'outil «  Source ») sont à placer entre la fin de phrase et le point final[comme ça].
- Les liens internes (vers d'autres articles de Wikipédia) sont à choisir avec parcimonie. Créez des liens vers des articles approfondissant le sujet. Les termes génériques sans rapport avec le sujet sont à éviter, ainsi que les répétitions de liens vers un même terme.
- Les liens externes sont à placer uniquement dans une section « Liens externes », à la fin de l'article. Ces liens sont à choisir avec parcimonie suivant les règles définies. Si un lien sert de source à l'article, son insertion dans le texte est à faire par les notes de bas de page.
- La présentation des références doit suivre les conventions bibliographiques. Il est recommandé d'utiliser les modèles {{Ouvrage}}, {{Chapitre}}, {{Article}}, {{Lien web}} et/ou {{Bibliographie}}. Le mode d'édition visuel peut mettre en forme automatiquement les références.
- Insérer une infobox (cadre d'informations à droite) n'est pas obligatoire pour parachever la mise en page.

Pour une aide détaillée, merci de consulter Aide:Wikification.
Si vous pensez que ces points ont été résolus, vous pouvez retirer ce bandeau et améliorer la mise en forme d'un autre article.
Un vote intercommunautaire est une forme de votation ou d'accord politique utilisée par l'Assemblée d'Irlande du Nord conformément aux dispositions de l'accord du Vendredi saint de 1998, pour l'adoption d'une loi ou d'une mesure. Un tel vote nécessite le soutien des deux principales communautés politiques d'Irlande du Nord, c'est-à-dire la majorité des unionistes et la majorité des membres nationalistes de l'Assemblée. Le vote intercommunautaire peut aussi avoir lieu lorsqu'une « motion de préoccupation » (petition of concern en anglais) est invoquée.

## Procédure
Après avoir été élus, les membres de l'Assemblée d'Irlande du Nord sont tenus de se désigner comme « unioniste », « nationaliste » ou « autre ». Les membres ne peuvent changer leur désignation que s'ils deviennent membres d'un parti politique différent ou s'ils cessent d'être membres d'un parti politique.
L'élection du président de l'Assemblée, la nomination du ministre de la Justice de l'Irlande du Nord, toute modification du règlement intérieur ainsi que l'adoption de certains projets de loi de finances doivent tous se faire via un vote intercommunautaire.
Le vote intercommunautaire préfigurait dans la loi de 1998 sur l'Irlande du Nord.

### Motion de préoccupation
Les votes à l'assemblée ne nécessitent généralement pas de vote intercommunautaire. Cependant, si une « motion de préoccupation » est soulevée au sujet d'une proposition de loi ou de l'action d'un membre de l'exécutif d'Irlande du Nord, le président de l'assemblée doit appeler à un vote intercommunautaire. Pour qu'une motion soit lancée avec succès, au moins 30 des 90 membres de l'Assemblée et d'au moins deux partis politiques (en comptant tous les signataires, élus en tant qu'indépendants, d'une motion de préoccupation comme membres de différents partis) doivent signer la pétition.
Lors d'un vote intercommunautaire, la majorité des voix des unionistes et la majorité des voix des nationalistes sont chacune nécessaires pour adopter une motion présentée à l'assemblée. En comptant toutes les motions depuis 1998 jusqu'à 2019, on en dénombre au moins 159 ; elles ont été notamment utilisées lors du débat sur le mariage gay et sur l'avortement.

### Désignations identitaires
| Désignations | 1998 | 2003 | 2007 | 2011 | 2016 | 2017 | 2022 |
| ------------ | ---- | ---- | ---- | ---- | ---- | ---- | ---- |
| Unioniste    | 58   | 59   | 55   | 56   | 56   | 40   | 37   |
| Nationaliste | 42   | 42   | 44   | 43   | 40   | 39   | 35   |
| Autre        | 8    | 7    | 9    | 9    | 12   | 11   | 18   |